# Município de Bridgewater (condado de Williams, Ohio)
Localização do Ohio nos E.U.A.
O município de Bridgewater (em inglês: Bridgewater Township) é um município localizado no condado de Williams no estado estadounidense de Ohio. No ano 2010 tinha uma população de 1474 habitantes e uma densidade populacional de 16,78 pessoas por km².

## Geografia
O município de Bridgewater encontra-se localizado nas coordenadas 41° 39′ 36″ N, 84° 38′ 07″ O. Segundo a Departamento do Censo dos Estados Unidos, o município tem uma superfície total de 87.85 km², da qual 87,39 km² correspondem a terra firme e (0,52 %) 0,46 km² é água.

## Demografia
Segundo o censo de 2010, tinha 1474 pessoas residindo no município de Bridgewater. A densidade de população era de 16,78 hab./km².